# 灌江
灌江，是中国长江流域的一条河流，汇入湘江上游右岸，属于湘江水系。河长138千米，流域面积2100平方千米，多年平均流量86立方米每秒。自然落差834米。水能理论蕴藏量6万千瓦。